# جوني ألبينو
جوني ألبينو (بالإنجليزية: Johnny Albino)‏ هو مغني أمريكي، ولد في 19 ديسمبر 1919 في Yauco, Puerto Rico ‏ في الولايات المتحدة، وتوفي في 7 مايو 2011 في نيويورك في الولايات المتحدة بسبب نوبة قلبية.

## وصلات خارجية
- جوني ألبينو على موقع ميوزك برينز (الإنجليزية)
- جوني ألبينو على موقع أول ميوزيك (الإنجليزية)
- جوني ألبينو على موقع ديسكوغز (الإنجليزية)